# 池永正明
池永正明（日语：／ Ikenaga Masaaki，1946年8月18日—2022年9月25日），為日本的棒球選手，出生於山口縣豐浦郡豐北町（今 下關市豐北町）。他曾效力於日本職棒西鐵獅，守備位置為投手，生涯總計103勝記録。

## 生平
池永正明在1965年便以高中應屆畢業生的身分拿下20勝，獲選洋聯新人王，在生涯前五年合計有99勝，單季防禦率皆不超過2.60的成績，並年年入選明星賽，在當時被看好是能拿下生涯300勝的知名投手。然而，他在1970年涉入黑霧事件，被幾名涉案球員指稱打假球，最後遭到了日本野球機構的永久除名。
池永正明堅稱他沒有放水，只是迫於人情壓力不得不收受該筆金錢，實際上完全沒有動用那筆金錢，直到警方調查時都還保持原本的包裝。由於池永該段時間的表現也並不像是有放水的樣子，而且大部分放水球員也不認為他有參與，相較於同案中其他知情不報的球員（多半是被禁賽一年），他所受的懲罰顯然過重，因此日本球界和球迷普遍對他感到同情，在兩位西鐵獅的知名前輩稻尾和久和豐田泰光的力挺下，20世紀末一直有希望能讓池永復權的聲浪。最終，2004年上任的日本野球機構主席根來泰周在2005年3月通過了一項對於永久禁賽選手的復權申請辦法，池永的復權申請則於2005年4月通過。
復權通過後的池永不曾重返職棒球團，但多次在OB賽露面、偶爾也以播報員身分參加日職活動。2022年9月25日因癌症去世，享年76歲。